# Borghese-vaas
De Borghese-vaas is een monumentale klokvormige krater die rond 40 tot 30 voor Chr. in Athene uit Pentelisch marmer werd gebeeldhouwd als tuinornament voor de Romeinse markt. Sinds 1811 bevindt de vaas zich in het Louvre.

## Herkomst
De vaas werd in 1566 gevonden in de tuin van Carlo Muti in Rome waar zich ooit de tuinen van Sallustius bevonden. In 1645 kwam de vaas in bezit van de familie Borghese. Napoleon kocht het kunstwerk in 1808 van zijn zwager Camillo Borghese. Sinds 1811 wordt de vaas tentoongesteld in het Louvre.

## Voorstelling
De vaas heeft een fries met diepe reliëfs waarop Dionysos en zijn extatische gevolg, de thiasus, te zien zijn. De stoet bestaat uit dansers en muzikanten. Zo speelt een maenade achterom kijkend op de crotales, terwijl voor haar een satyr op een aulos blaast. Dionysos en Ariadne nemen een centrale plaats in. De god van de wijn houdt zijn thyrsus vast en leunt op Ariadne, die een lier bespeelt. Een panter met zijn eigen thyrsus zit bij haar voeten. Een van de satyrs ondersteunt de dronken Silenus. Oorspronkelijk had de vaas twee handvatten die werden ondersteund door silenuskoppen, maar deze zijn vlak gemaakt nadat ze in de oudheid waren gebroken.
Boven de processie bevindt zich een wijnrank in een vlak profiel. Op het bolle onderste deel van de vaas en de voet zijn geplooide versieringen aangebracht. De voet rust op een lage achthoekige sokkel. 

## Kopieën
De Borghese-vaas is een van de meest bewonderde en invloedrijke marmeren vazen uit de oudheid. Er werden veel kopieën gemaakt, bijvoorbeeld voor het Bassin de Latone in de tuinen van Versailles en voor de Engelse landhuizen Houghton Hall en Osterley Park. Op een kleinere schaal kwam de vaas als zilveren wijnkoeler op de markt. Josiah Wedgwood maakte rond 1790 een variant in Jasper-aardewerk. 

## Afbeeldingen

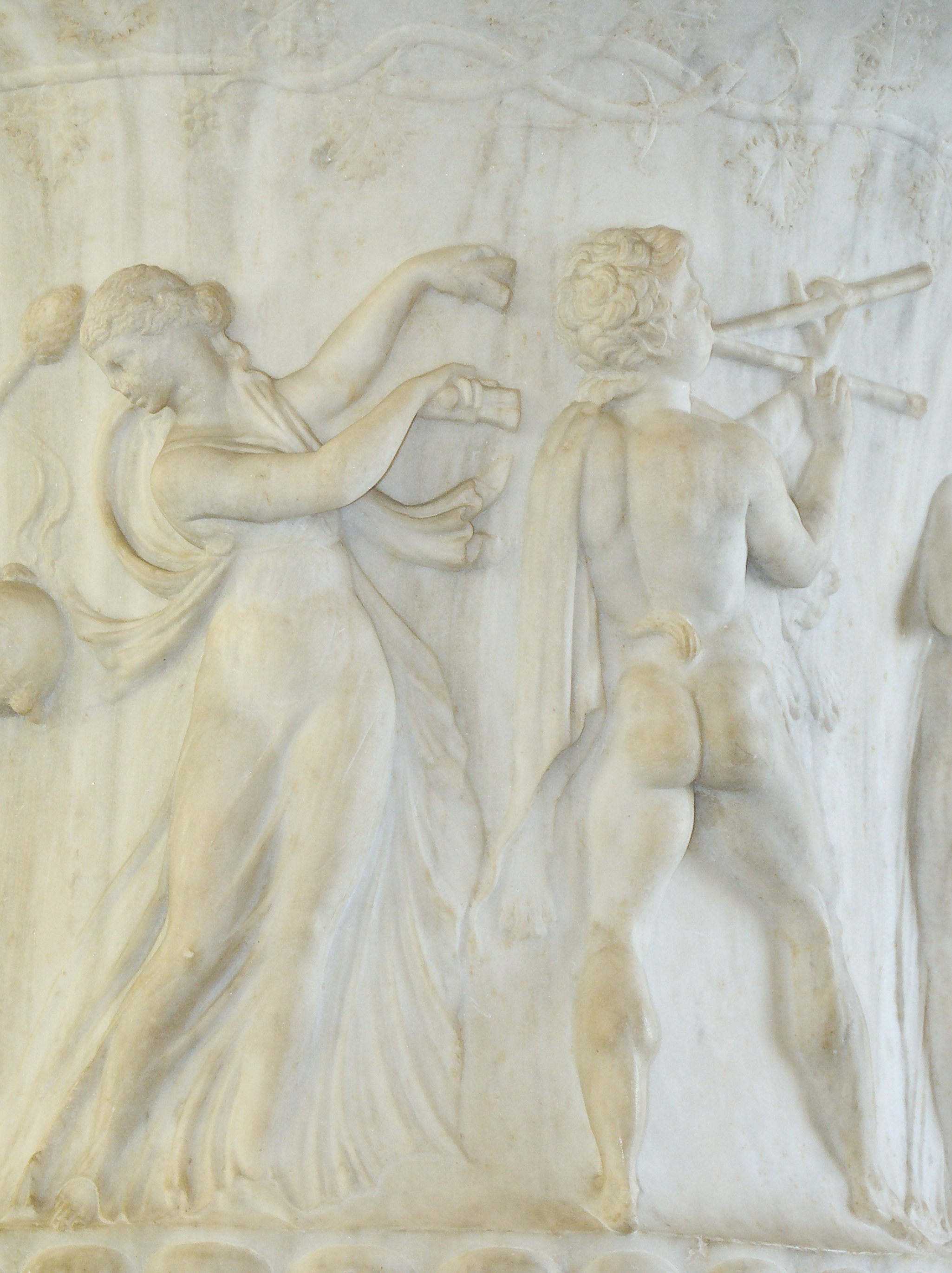
Maenade en sater
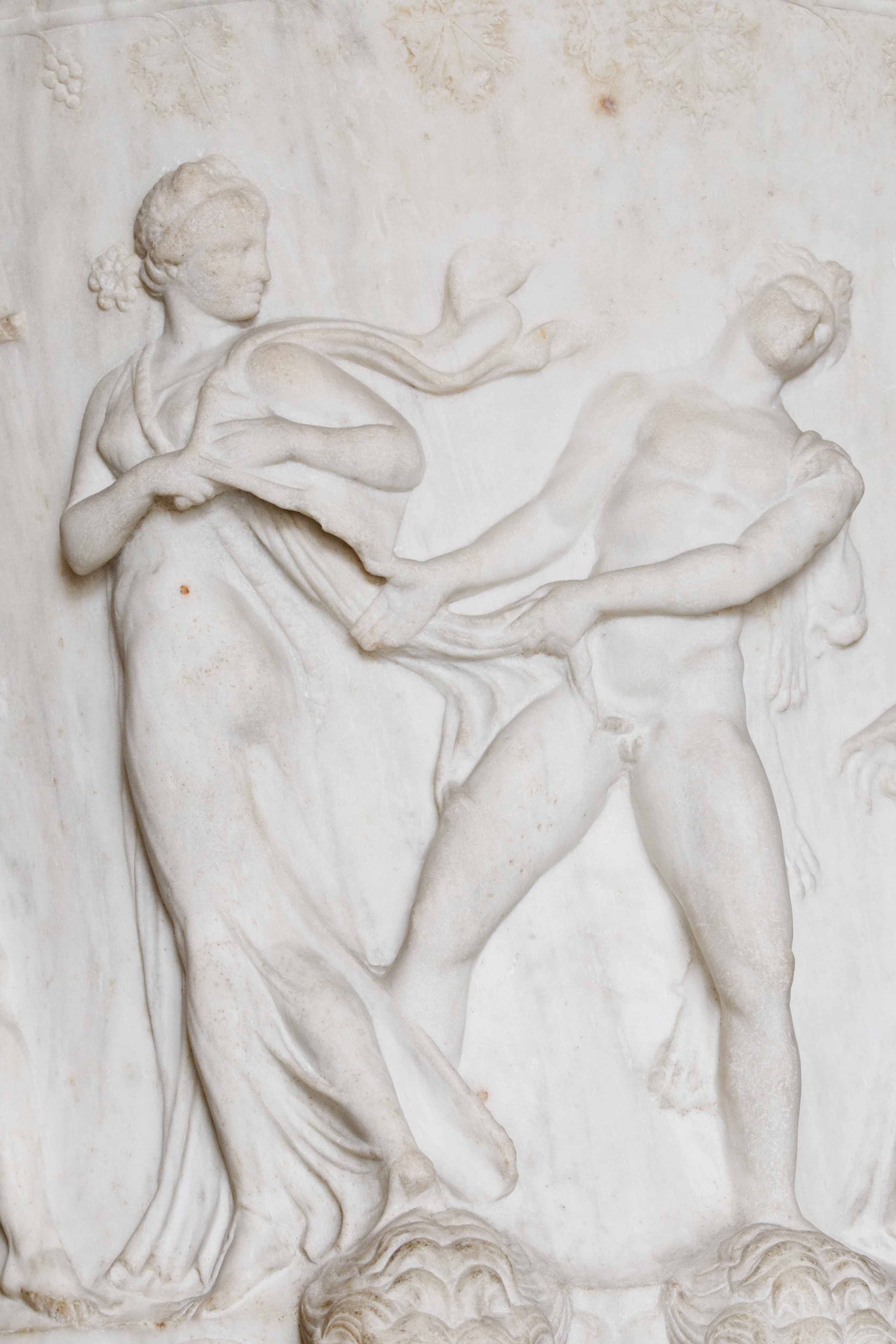
Maenade en sater
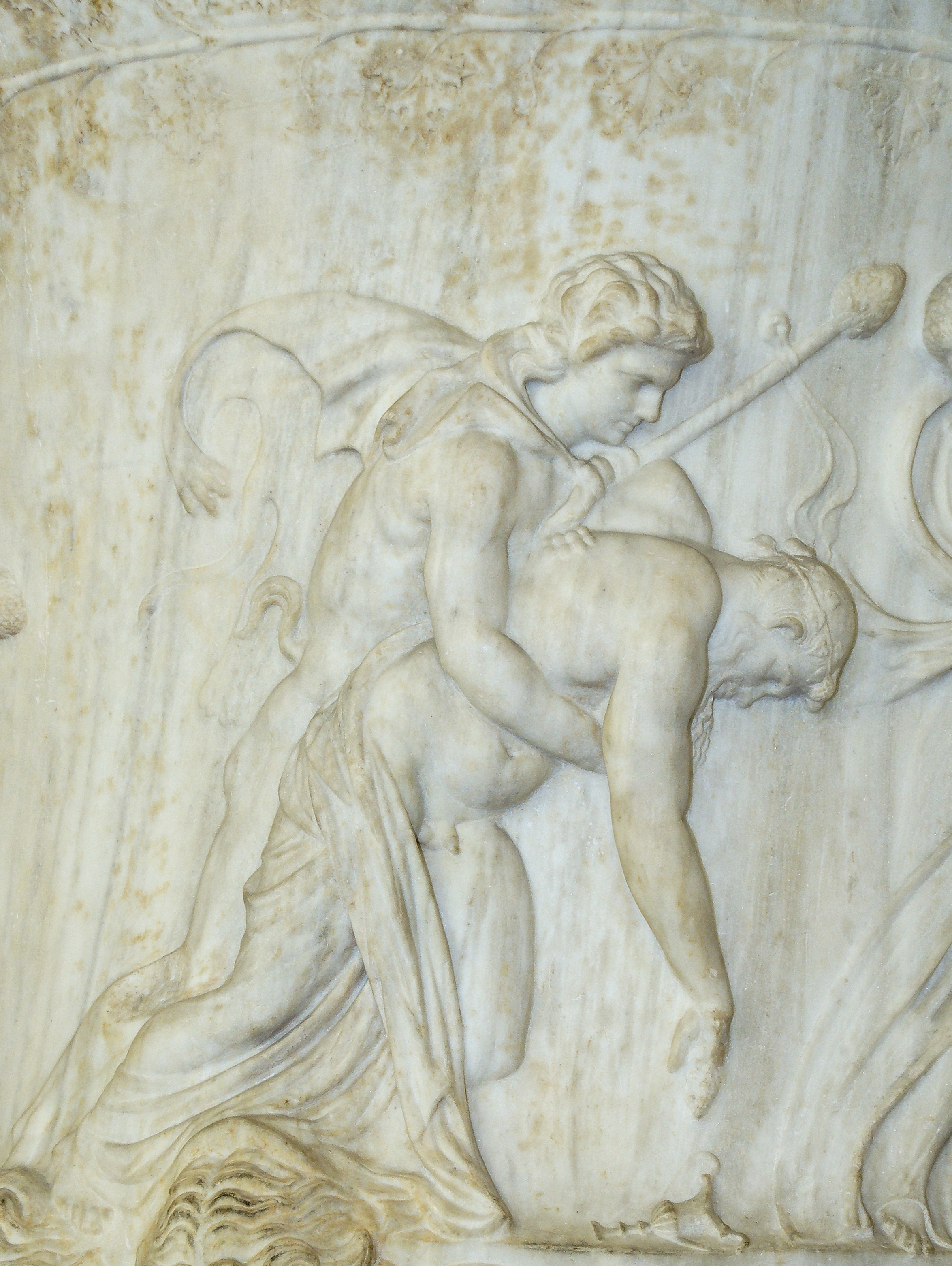
Silenus en sater
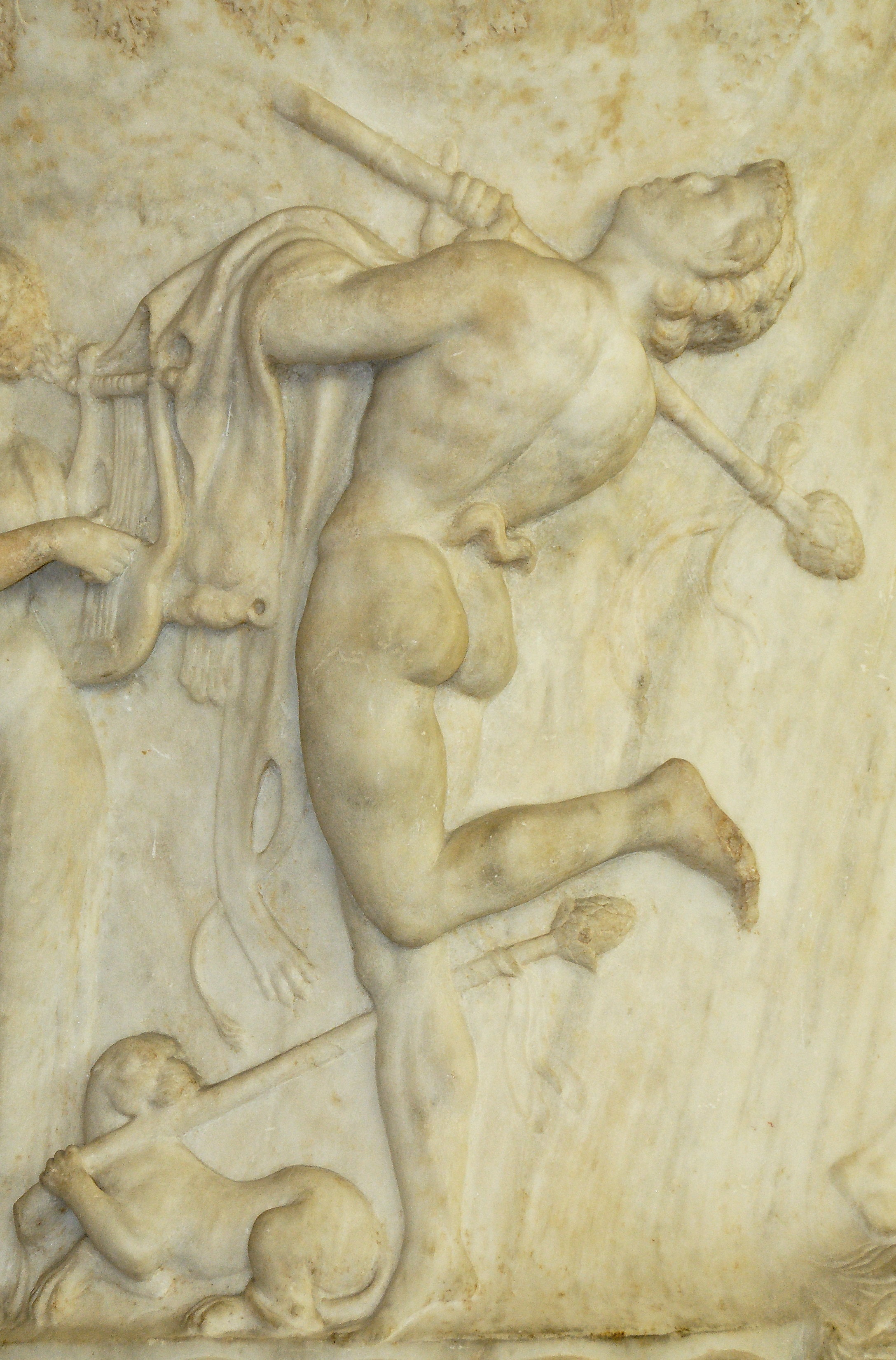
Dansende sater
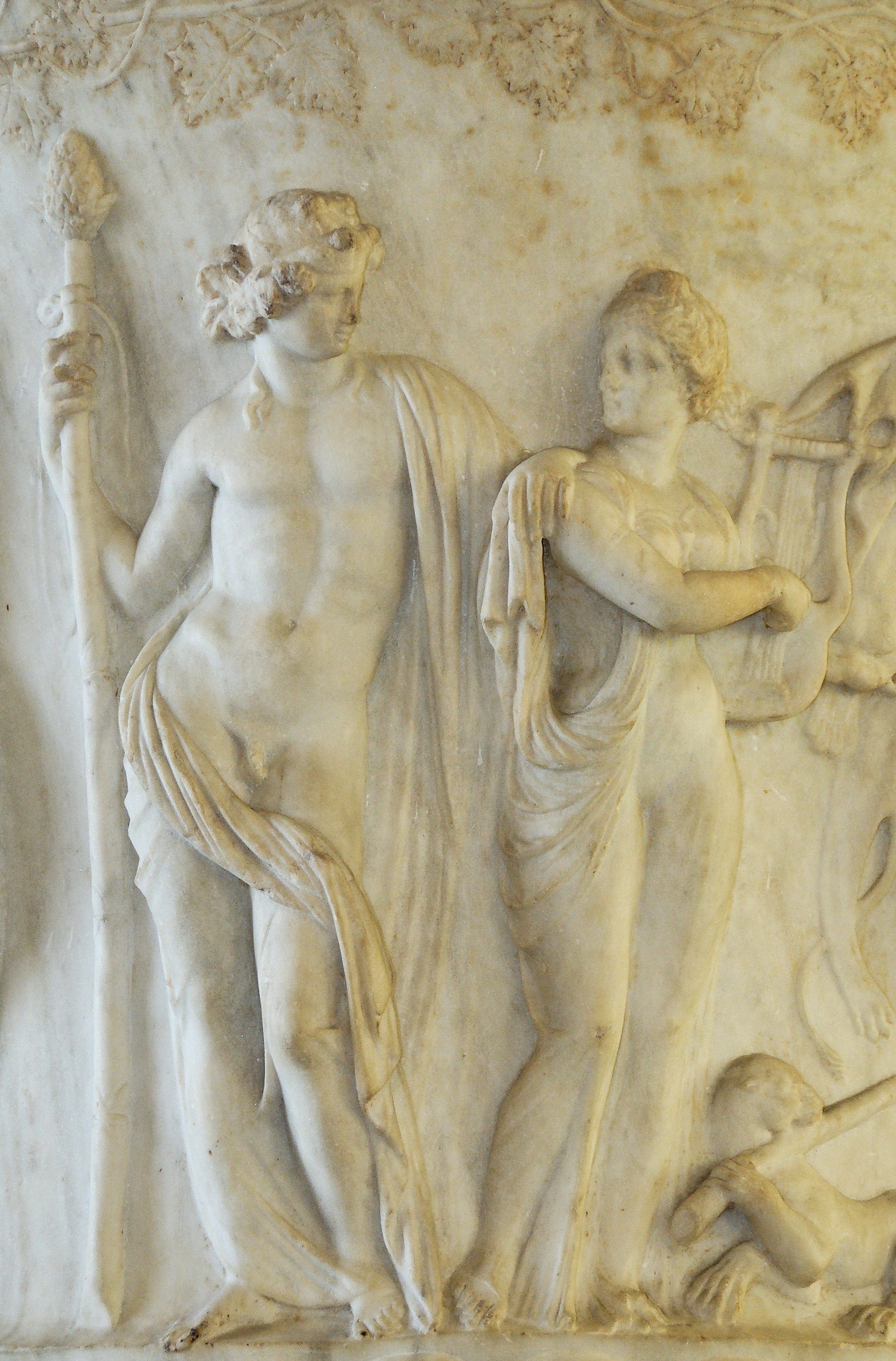
Dionysos en Ariadne
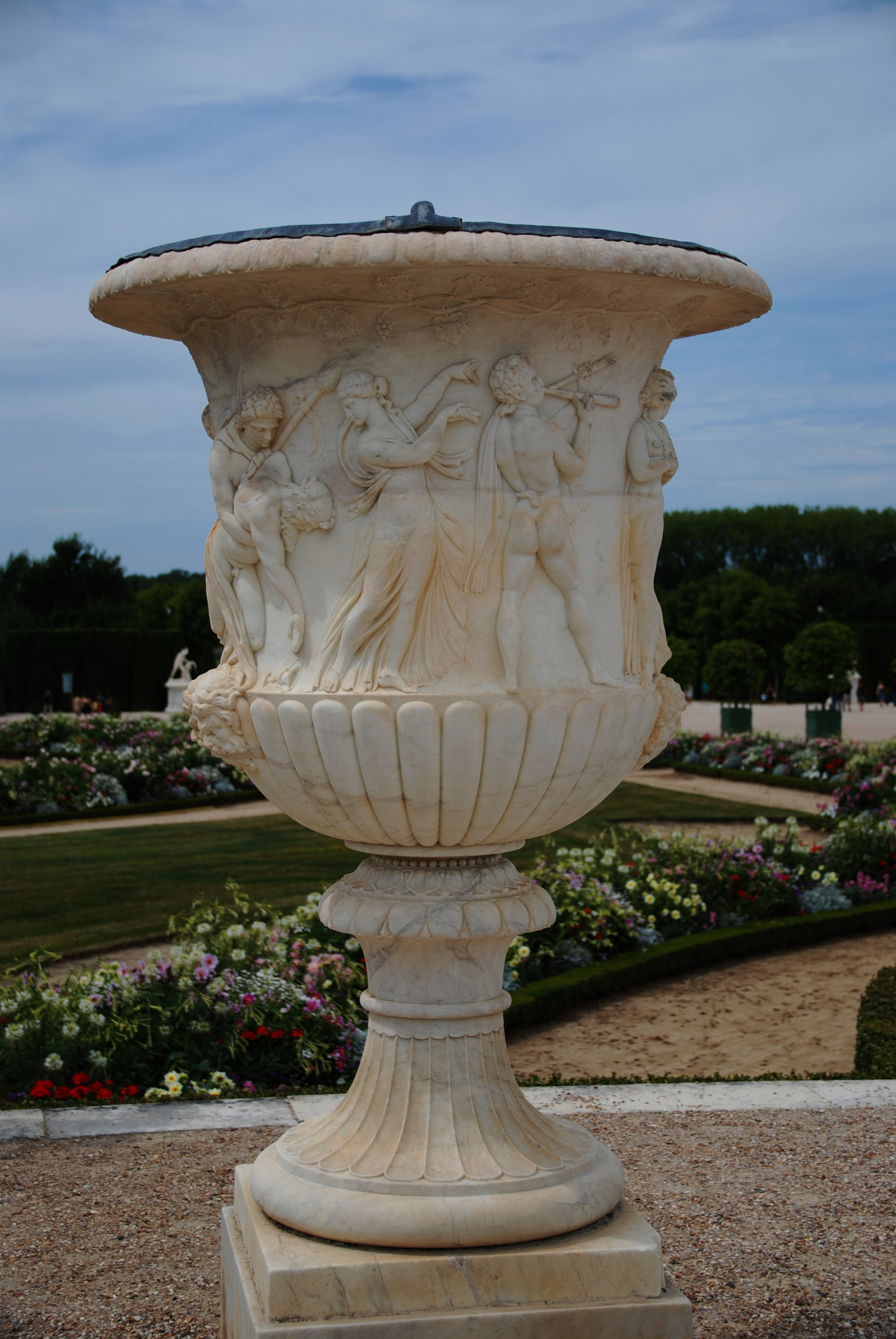
Kopie in het park van Versailles
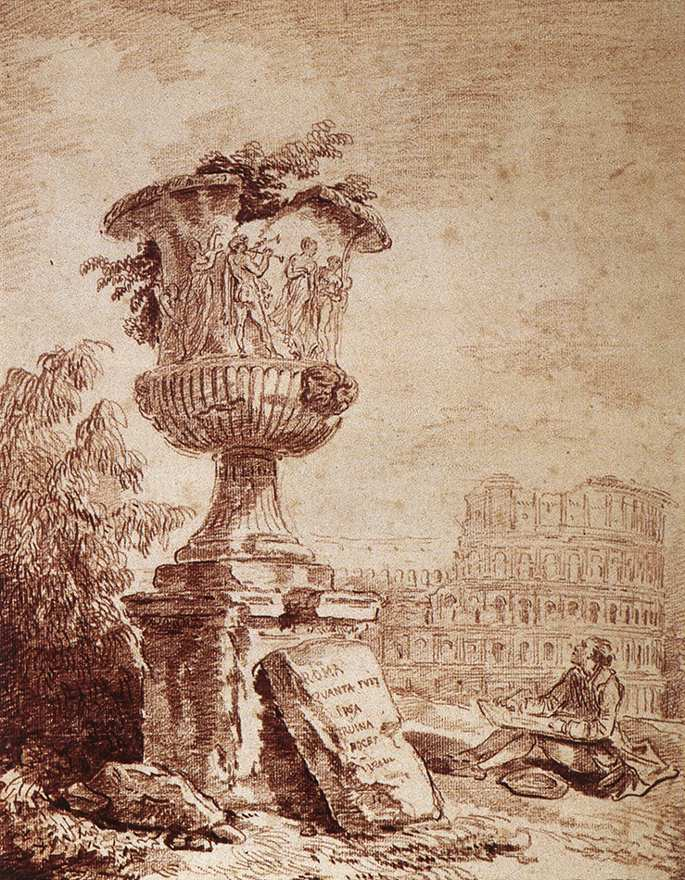
Tekening van de vaas door Robert